# Atlantic (Wirginia)
Atlantic – jednostka osadnicza w Stanach Zjednoczonych, w stanie Wirginia, w hrabstwie Accomack.